# Nychogomphus saundersii
Nychogomphus saundersii is een echte libel (Anisoptera) uit de familie van de rombouten (Gomphidae).
De soort staat op de Rode Lijst van de IUCN als onzeker, beoordelingsjaar 2007.
De wetenschappelijke naam van de soort werd in 1854 als Onychogomphus saundersii gepubliceerd door Edmond de Sélys Longchamps.